# Gérard Macé
Gérard Macé, n. el 4 de diciembre de 1946, en París, es un poeta, ensayista, traductor y fotógrafo francés.

## Trayectoria
Nacido en 1946, en un medio popular en donde los libros eran tan raros como respetados, pasó la infancia en la Île-de-France. Estudió a continuación Letras (según él, por falta de imaginación).
Publicó El jardín de las lenguas, su primera obra, en 1974. Tras sus prosas iniciales conoció a Henri Michaux, André Pieyre de Mandiargues, o Francis Ponge (sobre estos dos escribe sendos artículos en Colportage I).
Sus libros mezclan todos los géneros, y son en consecuencia poco clasificables, aunque les une la alta densidad lírica y el despojamiento del lenguaje. Por ello se dice que su obra es más bien una experiencia de la escritura, sería una mezcla de meditaciones y reflexiones que parten de datos concretos para aclarar su sentido, y también eligen trasfondos nuevos en las culturas japonesas, china o africana. Ha viajado por todo el mundo (y dio clases en Teherán, en 2007).
En sus ensayos, aparecen asimismo prosas poéticas y biografías inventadas, ensoñaciones eruditas y lecturas vagabundas, ensueños viajeros, meditaciones imaginarias o meditaciones literarias que a veces se ven acompañadas por fotografías y pinturas; su fascinación por ellas no impide que siempre se mantenga una mirada ética.
Así sucede en Rome ou le firmament, donde aparece, según Pietro Citati una Roma "suspendida entre lo claro y lo oscuro, el cielo y las ruinas, con una erudición velada, una erudición que juega e inventa".
Se interesó además por la fotografía a los cincuenta años, desde 1997. Y compuso desde entonces, libros en los que se mezclan textos e imágenes (sería el fotógrafo de un mundo flotante) como sucede en La Photographie sans appareil, Un Monde qui ressemble au monde y Éthiopie, le livre et l’ombrelle. Hoy el mundo de imágenes es inseparable de la obra de este artista de la brevedad y del desdoblamiento especular, producido con las múltiples referencias que entran en juego en sus textos.
En 2009, publicó una larga entrevista a Jean Starobinski, con un ensayo suyo sobre el crítico suizo, en donde al tiempo mostraba determinadas afinidades con ese gran ensayista.
Sus anotaciones de Pensées simples, de 2011, se fueron completadas en 2014 por otros Pensées simples II.

## Valoraciones
Gérard Macé ha destacado fundamentalmente como poeta, ensayista y traductor. Ha traducido a Bhattacharya, de Quincey, Solmi, Saba, Agamben y Campo. 
En su obra, por su idea de rememoración creadora se le asocia a Pierre Michon (sobre quien escribió en Colportage I) o a Pierre Bergounioux, coetáneos estrictos suyos.
Por otra parte, Pascal Quignard lo cita entre los autores más valiosos de su generación.

## Obra
Además de sus artículos ha publicado:
- Le Jardin des langues (Gallimard, 1974)
- Les Balcons de Babel (Gallimard, 1977)
- Ex Libris (Gallimard, 1980)
- Leçon de chinois (Fata Morgana, 1981)
- Rome ou le firmament (Fata Morgana, 1983), luego, en Le temps qu'il fait, 2006
- Bois dormant (Gallimard, 1983)
- Où grandissent les pierres (Fata Morgana, 1985)
- Les trois coffrets (Gallimard, 1985)
- Le manteau de Fortuny (Gallimard, 1987), ensayo
- Le dernier des Égyptiens (Gallimard, 1988), relato
- Les petites coutumes (Fata Morgana, 1989)
- Vies antérieures (Gallimard, 1991)
- La mémoire aime chasser dans le noir (Gallimard, 1993)
- Choses rapportées du Japon (Fata Morgana, 1993)
- Cinéma muet (Fata Morgana, 1995)
- L'Autre Hémisphère du temps (Gallimard, 1995)
- La Chasse des dames (Éditions La Pionnière, 1996)
- Rome, l'invention du baroque (Marval, 1997), ampliación de Rome ou le firmament
- Un roi sans couronne (Éditions La Pionnière, 1997)
- Le Signe et le Miroir (Le temps qu'il fait, 1998)
- Colportage I, Lectures (Le Promeneur, 1998), artículos sobre escritores
- Colportage II, Traductions (Le Promeneur, 1998), artículos
- L'Art sans paroles (Le Promeneur, 1999)
- La photographie sans appareil (Le temps qu'il fait, 2001)
- Un monde qui ressemble au monde (Marval, 2001)
- Colportage III, Images (Le Promeneur, 2001), artículos
- Un détour par l'Orient (Le Promeneur, 2001)
- Leçons de choses (Éditions La Pionnière, 2002)
- Le Goût de l'homme (Le Promeneur, 2002), artículos sobre tres antropólogos.
- Mirages et solitudes (Le temps qu'il fait, 2003)
- Illusions sur mesure (Gallimard, 2004), artículos
- Éthiopie, le livre et l'ombrelle (Le temps qu'il fait, 2006)
- Absentes de tout bouquet (Éditions La Pionnière, 2006)
- Deux anges de l'oubli (Éditions La Pionnière, 2006)
- Je suis l'autre (Le Promeneur, 2007)
- Filles de la mémoire (Gallimard, 2007)
- Pierres de rêve seguido por Absentes de tout bouquet (Éditions La Pionnière, 2007)
- Emblèmes et enseignes - peintures murales au Bénin (Éditions La Pionnière, 2008)
- Promesse, tour et prestige (Gallimard, 2009)
- Pensées simples (Gallimard, 2011)
- Kyôto: Un monde qui ressemble au monde (Le Temps qu'il fait, 2011)
- La couleur est un trompe-l'œil (Le temps qu'il fait, 2011)
- Odalisques et violon d’Ingres (Le temps qu'il fait, 2013)
- Chefferies bamiléké (Le temps qu'il fait, 2014)
- La Carte de l'empire, Pensées simples II (Gallimard, 2014)
- Homère au royaume des morts a les yeux ouverts (La Pionnière, 2014)

## Exposiciones individuales
- L'univers d'un écrivain, Arlés, Siège des Rencontres Photographiques, noviembre de 1997-enero de 1998.
- Photographies, Médiathèque de Poitiers, noviembre-diciembre de 1999.
- Photographies, Cambridge, French Cultural Delegation, marzo-abril de 2000.
- Photographies, Créteil, Bibliothèque de l'Université de París XII, abril-mayo de 2000.
- Un été au Japon, Médiathèque d'Issy-les-Moulineaux, diciembre de 2000-enero de 2001.
- Un monde qui ressemble au monde, Paris, Galería Camera Obscura, enero de 2001.
- La photographie sans appareil, Vienne, Librairie Lucioles, junio-julio de 2002.
- Corps de rêve, Galerie La Serre, École Régionale des Beaux-Arts de Saint-Étienne, 2003.
- Mirages et solitudes, Paris, Photo Verdeau, octubre de 2003.
- Fantômes, fantasmes, Paris, Galerie Landrot, noviembre de 2004.
- Photographies de Gérard Macé, Múnich, Galerie Reygers, junio-julio de 2005.
- L'imaginaire de la ville, Poitiers, Librairie Galerie Le Feu Rouge, octubre de 2005.
- Vues de l'esprit, Bruselas, Le Salon d'Art, 16-VIII a 15-X 2006.
- Apparences, Apparitions, Paris, Photo Verdeau, noviembre de 2007.
- Un miroir le long du chemin, Nîmes, L'École des Beaux-Arts, 17-X a 31 XII 2008.
- Livres illustrés, Nîmes, au Carré d'art, 17-X a 31 XII 2008.

## Premios
- Prix Femina Vacaresco por Ex libris, 1980.
- Prix France Culture por Le Dernier des Égyptiens, 1989.
- Prix Valery Larbaud por Colportage I et Colportage II, 1998.
- Prix Roger Caillois por Le Goût de l'homme, 2002.
- Grand Prix de poésie de l'Académie française por el conjunto de la obra, 2008.[14]

## Sobre Gérard Macé
- Images et signes. Lectures de Gérard Macé, Le temps qu'il fait, 2001: 22 ensayos sobre Macé, con fotos realizadas por el autor.
- Dominique Viart (ed.), Gérard Macé, la pensée littéraire, Ecritures contemporaines 9, Minard - Lettres modernes, 2007.
- Laurent Demanze, Encres orphelines: Pierre Bergounioux, Gérard Macé, Pierre Michon, José Corti, 2008.
- Laurent Demanze, Gérard Macé, L'invention de la mémoire, José Corti, 2009.
- Karine Gros, L’œuvre de Gérard Macé: une oltracuidansa poetica, Quebec, Nota Bene, 2009.